# Pendleton, Oregon
Pendleton (IPA: [ˈpɛn əl tɪn]) là một thành phố trong Quận Umatilla, tiểu bang Oregon, Hoa Kỳ. Pendleton được các ủy viên quận đặt tên năm 1868 theo tên của George H. Pendleton, ứng cử viên phó tổng thống thuộc Đảng Dân chủ Hoa Kỳ trong cuộc bầu cử tổng thống Hoa Kỳ năm 1864. Dân số là 16.354 theo Điều tra Dân số Hoa Kỳ năm 2000. Ước tính năm 2006 là 17.310 cư dân. Nó là quận lỵ của Quận Umatilla.6

## Lịch sử

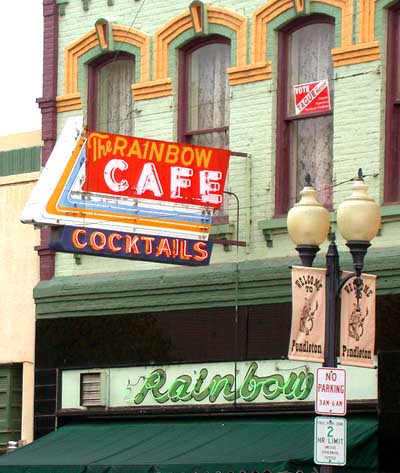
Tiệm cà phê lịch sử Rainbow (cầu vồng) dưới phố chính Pendleton

Một trung tâm thương mại trong vùng địa phương Pendleton bắt đầu sớm nhất vào năm 1851 khi Tiến sĩ William C. McKay thiết lập một trạm mậu dịch ở miệng Lạch McKay. Một bưu điện có tên là Marshall được thiết lập vào ngày 21 tháng 4 năm 1865, và sau đó đổi tên thành Pendleton. Thành phố được tổ chức có chính quyền thành phố vào năm 1880.
Vào năm 1900, Pendleton có dân số là 4.406 và là thành phố lớn hạng tư tại Oregon. Giống như nhiều thành phố ở miền đông Oregon, nó có một Phố Tàu sầm uất từ thập niên 1880 đến thập niên 1920.
Nhà máy tơ sợi Pendleton, được thành lập năm 1893, nổi tiếng thế giới như một nơi sản xuất ra mền tốt của người bản thổ châu Mỹ và áo sơ mi của đàn ông.
Ngoài các nhà máy tơ sợi, Pendleton cũng nổi tiếng về trò rodeo được tổ chức hàng năm gọi là Pendleton Round-Up. Lần đầu tiên tổ chức vào năm 1910, nó là một phần tử của Hội Rodeo Chuyên nghiệp.
Pendleton cũng từng có sự hiện diện nặng nề của nhóm Ku Klux Klan (KKK) trong thành phố. Người công giáo xưa kia thường đối diện với hành quyết treo cổ kiểu miền tây. Có rất ít người Do Thái và người Mỹ gốc Phi châu xưa kia ở đây và nếu có thì sớm muộn cũng bị xua đuổi ra khỏi thành phố. Nhóm KKK cũng thường tham dự các cuộc diễn hành trong dịp Pendleton Round-Up trong nhiều năm với bộ quần áo trùm từ đầu tới chân màu trắng. Người công giáo bị kỳ thị, và thường không được giữ các vị trí dạy dỗ trong trường học công.
Ngoài ra, Pendleton từng có một khu đèn đỏ đáng ghi nhận mà vào cuối năm 1947 có đến 20 nhà chứa trong lòng thành phố. Vì một mục sư của Giáo hội Trưởng Lão đe dọa đọc danh sách những thân chủ của các nhà chứa năm 1953 tai trong nhà thờ nên làm cho khu đèn đỏ phải dẹp bỏ. Một người còn sống còn là Stella Darby tiếp tục hoạt động nhà chứa của bà cho đến khi về hưu năm 1965. Bốn dãy phố trong khu đèn đỏ trước đây bây giờ là "phố cổ" của Pendleton, và có tên trong danh sách Các địa danh lịch sử của Quốc gia.

## Địa lý và khí hậu
Pendleton nằm ở vị trí 45°40′13″B 118°47′53″T / 45,67028°B 118,79806°TĐã đưa tham số không hợp lệ vào hàm {{#coordinates:}} (45.670308, -118.798118).1 Theo Cục Điều tra Dân số Hoa Kỳ, thành phố có tổng diện tích là 26,0 km² (10,1 mi²), tất cả đều là đất.
Xa lộ liên tiểu bang 84 đi qua Pendleton, giữa Portland về phía tây và Boise, Idaho về phía đông. Sông Umatilla chảy qua Pendleton.
| Nhiệt độ bình thường, cao và thấp kỷ lục hàng tháng                             |      |      |      |      |      |      |      |      |      |      |       |       |
| Tháng                                                                           | Một  | Hai  | Ba   | Bốn  | Năm  | Sáu  | Bảy  | Tám  | Chín | Mười | M.Một | M.Hai |
| Cao kỷ lục °F                                                                   | 70   | 75   | 80   | 91   | 100  | 108  | 110  | 113  | 102  | 92   | 80    | 67    |
| Cao bình thường °F                                                              | 40,1 | 46,5 | 54,8 | 62,2 | 70,2 | 78,7 | 87,7 | 86,6 | 77,1 | 63,8 | 48,5  | 40    |
| Thấp bình thường °F                                                             | 27,4 | 30,9 | 35,4 | 39,7 | 45,9 | 52   | 57,5 | 57,3 | 49,7 | 40,7 | 33,8  | 27,7  |
| Thấp kỷ lục °F                                                                  | -22  | -18  | 1    | 18   | 25   | 35   | 42   | 40   | 30   | 11   | -12   | -19   |
| Lượng mưa (in)                                                                  | 1,45 | 1,22 | 1,26 | 1,13 | 1,22 | 0,78 | 0,41 | 0,56 | 0,63 | 0,99 | 1,63  | 1,48  |
| Nguồn: USTravelWeather.com Lưu trữ ngày 27 tháng 9 năm 2007 tại Wayback Machine |      |      |      |      |      |      |      |      |      |      |       |       |

## Thành phố kết nghĩa
Pendleton có hai thành phố kết nghĩa:
- Haramachi, Nhật Bản
- Växjö, Thụy Điển